# Baldrico de Dol
Baldrico de Dol (em latim: Baldricus Dolensis; em francês:  Baudri de Bourgueil; c. 1050 – 7 de janeiro de 1130) foi abade de Bourgueil de 1079 de 1106 e, depois, bispo de Dol-en-Bretagne de 1107 até morrer.

## Vida e obras
Baldrico nasceu em Meung-sur-Loire, onde passou sua infância. Depois de estudar em Angers, entrou para a Abadia de Bourgueil, em Anjou, e tornou-se abade em 1079. Além de suas várias funções oficiais, Baldrico era um membro ativo da associação regional de escritores em latim conhecida como Escola do Loire. Em 1107, recebeu do papa Pascoal II a sé de Dol. Esteve presente em todos os concílios realizados na época, viajou várias vezes para Roma e deixou um relato sobre uma viagem ao Reino da Inglaterra. Além disso, foi um reformador da vida monástica, defensor de uma maior disciplina.
Passou seus últimos anos em retiro e morreu no início de 1130.

## Obras
As obras poéticas de Balderico foram escritas quase todas no período que foi abade em Bourgueil. Os 256 poemas sobreviventes estão quase todos num único manuscrito da época, provavelmente uma cópia. Eles abordam uma variada gama de formas poéticas, incluindo epitáfios, charadas e poemas epistolários até obras mais longas, como a defesa interpretativa da mitologia grega e um panegírico a Adela da Normandia que descreve algo muito parecido com a Tapeçaria de Bayeux em suas 1 368 linhas. A temática é dominada por dois grandes tópicos: desejo/amizade ("amor") e jogos/poesia ("iocus"). Suas constantes citações e interpretações revelam um profundo conhecimento das obras de Ovídio, algo raro para a época.
A mais valiosa obra de Balderico é sua "Historiae Hierosolymitanae libri IV", um relato da Primeira Cruzada baseado em parte em testemunhos oculares e composta para corrigir o abade Pedro de Maillezais, que acompanhou os cruzados. Entre as demais estão poemas sobre a conquista da Inglaterra e o reinado de Filipe I da França; biografias, em latim, de seu amigo Roberto de Arbrissel, de São Valeriano e de Santo Hugo de Ruão. Finalmente, existe ainda uma carta aos monges da Abadia de Fécamp que contém algum material de valor sobre os costumes bretões e sobre os mosteiros ingleses e normandos.